# Hasta (teatr indyjski)

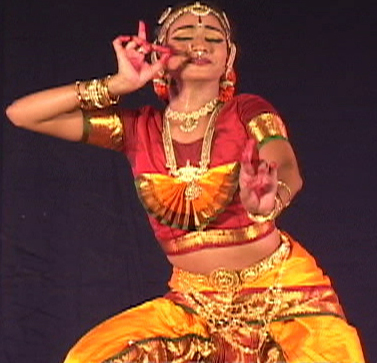
Gesty w Bharatanatjam

Hasta – w tradycyjnym teatrze i tańcu indyjskim skonwencjonalizowane gesty rąk, mające służyć symbolicznemu pokazaniu jakiegoś wydarzenia, uczuć, przedmiotów itd. Bharatanatjam posiada repertuar kilkuset takich gestów, natomiast kathakali jedynie 24, przy czym ich nazwy i znaczenie często się nie pokrywają. Gesty mogły być wykonywane bądź jedną ręką (asamyukta-hasta) bądź oburącz (samyukta-hasta). Te same gesty często bywały przedstawiane w rzeźbie i malarstwie indyjskim.